# Ayoub El Kaabi
Ayoub El Kaabi (in arabo أيوب الكعبي‎?; Casablanca, 26 giugno 1993) è un calciatore marocchino, attaccante dell'Olympiacos e della nazionale marocchina.

## Carriera

### Club
El Kaabi si forma nel Racing Casablanca, con cui ottiene la promozione in massima serie al termine della stagione in cadetteria marocchina 2016-2017. Nel 2017 viene ingaggiato dal RS Berkane, società militante nella massima serie marocchina.
L'11 luglio 2018 viene ingaggiato dall'Hebei CFFC, squadra partecipante alla Chinese Super League, la massima divisione della Cina.
Il 28 luglio 2019 fa ritorno in Marocco, approdando in prestito al Wydad Casablanca, a cui si legherà definitivamente dall'ottobre 2020.
Nel 2023 si trasferisce all'Olympiacos, squadra con cui segna la rete decisiva nella finale di Conference League 2023-2024, primo trofeo europeo per la squadra ateniese, nonché il primo generale per un club greco.

### Nazionale
Esordisce nella nazionale di calcio del Marocco durante il Campionato delle nazioni africane 2018, nella vittoria per 4-0 contro la Mauritania, segnando anche 2 reti. Il 4 febbraio 2018 vince con i Leoni dell'Atlante il Campionato delle nazioni africane 2018, giocando anche nella finale vinta per 4-0 contro la Nigeria. Viene convocato per i Mondiali 2018, competizione in cui scende in campo in due occasioni. Successivamente viene convocato anche per la Coppa d'Africa del 2021.

## Statistiche

### Presenze e reti nei club
Statistiche aggiornate al 16 febbraio 2025.
| Stagione                | Squadra                 | Campionato              | Campionato | Campionato | Coppe nazionali | Coppe nazionali | Coppe nazionali | Coppe continentali | Coppe continentali | Coppe continentali | Altre coppe | Altre coppe | Altre coppe | Totale | Totale |
| Stagione                | Squadra                 | Comp                    | Pres       | Reti       | Comp            | Pres            | Reti            | Comp               | Pres               | Reti               | Comp        | Pres        | Reti        | Pres   | Reti   |
| ----------------------- | ----------------------- | ----------------------- | ---------- | ---------- | --------------- | --------------- | --------------- | ------------------ | ------------------ | ------------------ | ----------- | ----------- | ----------- | ------ | ------ |
| 2016-2017               | Racing Casablanca       | B2                      | 33         | 25         | CM              | 0               | 0               | -                  | -                  | -                  | -           | -           | -           | 33     | 25     |
| 2017-2018               | RS Berkane              | B1                      | 24         | 12         | CM              | 6               | 5               | CdCC               | 8                  | 6                  | -           | -           | -           | 38     | 23     |
| 2018                    | Hebei CFFC              | CSL                     | 13         | 5          | CdC             | 0               | 0               | -                  | -                  | -                  | -           | -           | -           | 13     | 5      |
| 2019                    | Hebei CFFC              | CSL                     | 15         | 4          | CdC             | 0               | 0               | -                  | -                  | -                  | -           | -           | -           | 15     | 4      |
| Totale Hebei CFFC       | Totale Hebei CFFC       | Totale Hebei CFFC       | 28         | 9          |                 | 0               | 0               |                    | -                  | -                  |             | -           | -           | 28     | 9      |
| 2019-2020               | Wydad Casablanca        | B1                      | 9          | 4          | CM              | 1               | 1               | CCL                | 4                  | 4                  | CdC         | 4           | 1           | 18     | 10     |
| 2020-2021               | Wydad Casablanca        | B1                      | 29         | 18         | CM              | 4               | 4               | CCL                | 10                 | 4                  | -           | -           | -           | 43     | 26     |
| Totale Wydad Casablanca | Totale Wydad Casablanca | Totale Wydad Casablanca | 38         | 22         |                 | 5               | 5               |                    | 14                 | 8                  |             | -           | -           | 57     | 35     |
| 2021-2022               | Hatayspor               | SL                      | 32         | 18         | TK              | 2               | 0               | -                  | -                  | -                  | -           | -           | -           | 34     | 18     |
| 2022-feb. 2023          | Hatayspor               | SL                      | 21         | 8          | TK              | 0               | 0               | -                  | -                  | -                  | -           | -           | -           | 21     | 8      |
| Totale Hatayspor        | Totale Hatayspor        | Totale Hatayspor        | 53         | 26         |                 | 2               | 0               |                    | -                  | -                  |             | -           | -           | 55     | 26     |
| feb.-giu. 2023          | Al-Sadd                 | QSL                     | 7          | 2          | QSC+EQC         | 1+4             | 1+3             | -                  | -                  | -                  | CPC         | 1           | 0           | 13     | 6      |
| 2023-2024               | Olympiacos              | SLE                     | 31         | 18         | CG              | 0               | 0               | UEL+UECL           | 10+9               | 5+11               | -           | -           | -           | 50     | 34     |
| 2024-2025               | Olympiacos              | SLE                     | 29         | 18         | CG              | 7               | 2               | UEL                | 8                  | 7                  | -           | -           | -           | 41     | 27     |
| Totale Olympiacos       | Totale Olympiacos       | Totale Olympiacos       | 59         | 36         |                 | 7               | 2               |                    | 27                 | 23                 |             | -           | -           | 88     | 61     |
| Totale carriera         | Totale carriera         | Totale carriera         | 242        | 143        |                 | 22              | 14              |                    | 49                 | 37                 |             | 5           | 1           | 318    | 185    |

### Cronologia presenze e reti in nazionale
| Cronologia completa delle presenze e delle reti in nazionale ― Marocco | Cronologia completa delle presenze e delle reti in nazionale ― Marocco | Cronologia completa delle presenze e delle reti in nazionale ― Marocco | Cronologia completa delle presenze e delle reti in nazionale ― Marocco | Cronologia completa delle presenze e delle reti in nazionale ― Marocco | Cronologia completa delle presenze e delle reti in nazionale ― Marocco | Cronologia completa delle presenze e delle reti in nazionale ― Marocco | Cronologia completa delle presenze e delle reti in nazionale ― Marocco |
| Data                                                                   | Città                                                                  | In casa                                                                | Risultato                                                              | Ospiti                                                                 | Competizione                                                           | Reti                                                                   | Note                                                                   |
| ---------------------------------------------------------------------- | ---------------------------------------------------------------------- | ---------------------------------------------------------------------- | ---------------------------------------------------------------------- | ---------------------------------------------------------------------- | ---------------------------------------------------------------------- | ---------------------------------------------------------------------- | ---------------------------------------------------------------------- |
| 13-1-2018                                                              | Casablanca                                                             | Marocco                                                                | 4 – 0                                                                  | Mauritania                                                             | Campionato delle Nazioni Africane 2018                                 | 2                                                                      |                                                                        |
| 17-1-2018                                                              | Casablanca                                                             | Marocco                                                                | 3 – 1                                                                  | Guinea                                                                 | Campionato delle Nazioni Africane 2018                                 | 3                                                                      |                                                                        |
| 21-1-2018                                                              | Casablanca                                                             | Marocco                                                                | 0 – 0                                                                  | Sudan                                                                  | Campionato delle Nazioni Africane 2018                                 | -                                                                      |                                                                        |
| 27-1-2018                                                              | Casablanca                                                             | Marocco                                                                | 2 – 0                                                                  | Namibia                                                                | Campionato delle Nazioni Africane 2018                                 | 1                                                                      |                                                                        |
| 31-1-2018                                                              | Casablanca                                                             | Marocco                                                                | 3 – 1 dts                                                              | Libia                                                                  | Campionato delle Nazioni Africane 2018                                 | 2                                                                      |                                                                        |
| 4-2-2018                                                               | Casablanca                                                             | Marocco                                                                | 4 – 0                                                                  | Nigeria                                                                | Campionato delle Nazioni Africane 2018                                 | 1                                                                      |                                                                        |
| 23-3-2018                                                              | Torino                                                                 | Marocco                                                                | 2 – 1                                                                  | Serbia                                                                 | Amichevole                                                             | -                                                                      | 90+2’                                                                  |
| 27-3-2018                                                              | Casablanca                                                             | Marocco                                                                | 2 – 0                                                                  | Uzbekistan                                                             | Amichevole                                                             | 1                                                                      | 62’                                                                    |
| 4-6-2018                                                               | Ginevra                                                                | Slovacchia                                                             | 1 – 2                                                                  | Marocco                                                                | Amichevole                                                             | 1                                                                      | 60’                                                                    |
| 9-6-2018                                                               | Tallinn                                                                | Estonia                                                                | 1 – 3                                                                  | Marocco                                                                | Amichevole                                                             | -                                                                      |                                                                        |
| 15-06-2018                                                             | San Pietroburgo                                                        | Marocco                                                                | 0 – 1                                                                  | Iran                                                                   | Mondiali 2018 - 1º turno                                               | -                                                                      | 77’                                                                    |
| 20-6-2018                                                              | Mosca                                                                  | Portogallo                                                             | 1 – 0                                                                  | Marocco                                                                | Mondiali 2018 - 1º turno                                               | -                                                                      | 69’                                                                    |
| 8-9-2018                                                               | Casablanca                                                             | Marocco                                                                | 3 – 0                                                                  | Malawi                                                                 | Qual. Coppa d'Africa 2019                                              | -                                                                      | 79’                                                                    |
| 13-10-2018                                                             | Casablanca                                                             | Marocco                                                                | 1 – 0                                                                  | Comore                                                                 | Qual. Coppa d'Africa 2019                                              | -                                                                      | 46’                                                                    |
| 22-3-2019                                                              | Casablanca                                                             | Malawi                                                                 | 0 – 0                                                                  | Marocco                                                                | Qual. Coppa d'Africa 2019                                              | -                                                                      | 46’                                                                    |
| 19-10-2019                                                             | Berkane                                                                | Marocco                                                                | 3 – 0                                                                  | Algeria                                                                | Amichevole                                                             | -                                                                      |                                                                        |
| 12-1-2021                                                              | Casablanca                                                             | Marocco                                                                | 1 – 0                                                                  | Guinea                                                                 | Amichevole                                                             | -                                                                      |                                                                        |
| 18-1-2021                                                              | Douala                                                                 | Marocco                                                                | 1 – 0                                                                  | Togo                                                                   | Campionato delle Nazioni Africane 2020                                 | -                                                                      | Cap.                                                                   |
| 22-1-2021                                                              | Douala                                                                 | Marocco                                                                | 0 – 0                                                                  | Ruanda                                                                 | Campionato delle Nazioni Africane 2020                                 | -                                                                      |                                                                        |
| 26-1-2021                                                              | Douala                                                                 | Uganda                                                                 | 2 – 5                                                                  | Marocco                                                                | Campionato delle Nazioni Africane 2020                                 | 1                                                                      | 81’                                                                    |
| 31-1-2021                                                              | Douala                                                                 | Marocco                                                                | 3 – 1                                                                  | Zambia                                                                 | Campionato delle Nazioni Africane 2020                                 | 1                                                                      |                                                                        |
| 3-2-2021                                                               | Limbe                                                                  | Marocco                                                                | 4 – 0                                                                  | Cambogia                                                               | Campionato delle Nazioni Africane 2020                                 | -                                                                      |                                                                        |
| 7-2-2021                                                               | Yaoundé                                                                | Mali                                                                   | 0 – 2                                                                  | Marocco                                                                | Campionato delle Nazioni Africane 2020                                 | 1                                                                      |                                                                        |
| 8-6-2021                                                               | Rabat                                                                  | Marocco                                                                | 1 – 0                                                                  | Ghana                                                                  | Amichevole                                                             | -                                                                      | 88’                                                                    |
| 6-10-2021                                                              | Rabat                                                                  | Marocco                                                                | 5 – 0                                                                  | Guinea-Bissau                                                          | Qual. Mondiali 2022                                                    | 1                                                                      |                                                                        |
| 9-10-2021                                                              | Bissau                                                                 | Guinea-Bissau                                                          | 0 – 3                                                                  | Marocco                                                                | Qual. Mondiali 2022                                                    | 2                                                                      |                                                                        |
| 12-10-2021                                                             | Rabat                                                                  | Guinea                                                                 | 1 – 4                                                                  | Marocco                                                                | Qual. Mondiali 2022                                                    | 1                                                                      | 73’                                                                    |
| 12-11-2021                                                             | Rabat                                                                  | Sudan                                                                  | 0 – 3                                                                  | Marocco                                                                | Qual. Mondiali 2022                                                    | -                                                                      | 71’                                                                    |
| 16-11-2021                                                             | Rabat                                                                  | Marocco                                                                | 3 – 0                                                                  | Guinea                                                                 | Qual. Mondiali 2022                                                    | 1                                                                      | 85’                                                                    |
| 14-1-2022                                                              | Yaoundé                                                                | Marocco                                                                | 2 – 0                                                                  | Comore                                                                 | Coppa d'Africa 2021 - 1º turno                                         | -                                                                      | 65’                                                                    |
| 18-1-2022                                                              | Yaoundé                                                                | Gabon                                                                  | 2 – 2                                                                  | Marocco                                                                | Coppa d'Africa 2021 - 1º turno                                         | -                                                                      | 57’                                                                    |
| 25-1-2022                                                              | Yaoundé                                                                | Marocco                                                                | 2 – 1                                                                  | Malawi                                                                 | Coppa d'Africa 2021 - Ottavi di finale                                 | -                                                                      | 53’                                                                    |
| 25-3-2022                                                              | Kinshasa                                                               | RD del Congo                                                           | 1 – 1                                                                  | Marocco                                                                | Qual. Mondiali 2022                                                    | -                                                                      | 71’                                                                    |
| 29-3-2022                                                              | Casablanca                                                             | Marocco                                                                | 4 – 1                                                                  | RD del Congo                                                           | Qual. Mondiali 2022                                                    | -                                                                      | 81’                                                                    |
| 2-6-2022                                                               | Cincinnati                                                             | Stati Uniti                                                            | 3 – 0                                                                  | Marocco                                                                | Amichevole                                                             | -                                                                      | 65’                                                                    |
| 9-6-2022                                                               | Rabat                                                                  | Marocco                                                                | 2 – 1                                                                  | Sudafrica                                                              | Qual. Coppa d'Africa 2023                                              | 1                                                                      | 60’                                                                    |
| 13-6-2022                                                              | Casablanca                                                             | Liberia                                                                | 0 – 2                                                                  | Marocco                                                                | Qual. Coppa d'Africa 2023                                              | -                                                                      | 85’                                                                    |
| 12-9-2023                                                              | Lens                                                                   | Marocco                                                                | 1 – 0                                                                  | Burkina Faso                                                           | Amichevole                                                             | -                                                                      | 86’                                                                    |
| 14-10-2023                                                             | Abidjan                                                                | Costa d'Avorio                                                         | 1 – 1                                                                  | Marocco                                                                | Amichevole                                                             | 1                                                                      | 77’                                                                    |
| 17-10-2023                                                             | Agadir                                                                 | Marocco                                                                | 3 – 0                                                                  | Liberia                                                                | Qual. Coppa d'Africa 2023                                              | 1                                                                      | 74’                                                                    |
| 21-11-2023                                                             | Dar es Salaam                                                          | Tanzania                                                               | 0 – 2                                                                  | Marocco                                                                | Qual. Mondiali 2026                                                    | -                                                                      | 72’                                                                    |
| 17-1-2024                                                              | San-Pédro                                                              | Marocco                                                                | 3 – 0                                                                  | Tanzania                                                               | Coppa d'Africa 2023 - 1º turno                                         | -                                                                      | 81’                                                                    |
| 21-1-2024                                                              | San-Pédro                                                              | Marocco                                                                | 1 – 1                                                                  | RD del Congo                                                           | Coppa d'Africa 2023 - 1º turno                                         | -                                                                      | 80’                                                                    |
| 24-1-2024                                                              | San-Pédro                                                              | Zambia                                                                 | 0 – 1                                                                  | Marocco                                                                | Coppa d'Africa 2023 - 1º turno                                         | -                                                                      | 63’                                                                    |
| 30-1-2024                                                              | San-Pédro                                                              | Marocco                                                                | 0 – 2                                                                  | Sudafrica                                                              | Coppa d'Africa 2023 - Ottavi di finale                                 | -                                                                      | 69’                                                                    |
| 22-3-2024                                                              | Agadir                                                                 | Marocco                                                                | 1 – 0                                                                  | Angola                                                                 | Amichevole                                                             | -                                                                      | 65’                                                                    |
| 7-6-2024                                                               | Agadir                                                                 | Marocco                                                                | 2 – 1                                                                  | Zambia                                                                 | Qual. Mondiali 2026                                                    | -                                                                      | 64’                                                                    |
| 11-6-2024                                                              | Agadir                                                                 | Marocco                                                                | 6 – 0                                                                  | Rep. del Congo                                                         | Qual. Mondiali 2026                                                    | 3                                                                      | 61’                                                                    |
| 6-9-2024                                                               | Agadir                                                                 | Marocco                                                                | 4 – 1                                                                  | Gabon                                                                  | Qual. Coppa d'Africa 2025                                              | 1                                                                      | 68’                                                                    |
| 9-9-2024                                                               | Agadir                                                                 | Lesotho                                                                | 0 – 1                                                                  | Marocco                                                                | Qual. Coppa d'Africa 2025                                              | -                                                                      | 57’                                                                    |
| 12-10-2024                                                             | Oujda                                                                  | Marocco                                                                | 5 – 0                                                                  | Rep. Centrafricana                                                     | Qual. Coppa d'Africa 2025                                              | -                                                                      | 65’                                                                    |
| 15-10-2024                                                             | Oujda                                                                  | Rep. Centrafricana                                                     | 0 – 4                                                                  | Marocco                                                                | Qual. Coppa d'Africa 2025                                              | -                                                                      | 80’                                                                    |
| 15-11-2024                                                             | Franceville                                                            | Gabon                                                                  | 1 – 5                                                                  | Marocco                                                                | Qual. Coppa d'Africa 2025                                              | -                                                                      | 64’                                                                    |
| 19-11-2024                                                             | Oujda                                                                  | Marocco                                                                | 7 – 0                                                                  | Lesotho                                                                | Qual. Coppa d'Africa 2025                                              | -                                                                      | 62’                                                                    |
| 6-6-2025                                                               | Fès                                                                    | Marocco                                                                | 2 – 0                                                                  | Tunisia                                                                | Amichevole                                                             | 1                                                                      | 58’                                                                    |
| 9-6-2025                                                               | Fès                                                                    | Marocco                                                                | 1 – 0                                                                  | Benin                                                                  | Amichevole                                                             | 1                                                                      |                                                                        |
| Totale                                                                 |                                                                        | Presenze                                                               | 56                                                                     |                                                                        | Reti                                                                   | 28                                                                     |                                                                        |

## Palmarès

### Club

#### Competizioni nazionali
- Coppa del Marocco: 1

RS Berkane: 2017-2018
- Campionato marocchino: 1

Wydad Casablanca: 2020-2021
- Campionato greco: 1

Olympiakos: 2024-2025
- Coppa di Grecia: 1

Olympiakos: 2024-2025

#### Competizioni internazionali
- UEFA Conference League: 1

Olympiakos: 2023-2024

### Nazionale
- Campionato delle nazioni africane: 2

2018, 2020

### Individuale
- Capocannoniere della UEFA Europa Conference League: 1

2023-2024 (11 reti)
- Calciatore della stagione della UEFA Europa Conference League: 1

2023-2024
- Squadra della stagione della UEFA Conference League: 1

2023-2024
- Capocannoniere della UEFA Europa League: 1

2024-2025 (7 gol)